# Grand Funk Lives
Grand Funk Lives è il dodicesimo album in studio del gruppo musicale statunitense Grand Funk Railroad, pubblicato nel 1981.
Il brano Queen Bee fa parte della colonna sonora del film animato di fantascienza Heavy Metal, del 1981.

## Tracce
Side 1
1. Good Times – 2:05
2. Queen Bee – 3:13
3. Testify – 2:58
4. Can't Be with You Tonight – 3:29
5. No Reason Why – 4:47

Side 2
1. We Gotta Get out of This Place – 3:55
2. Y.O.U. – 2:53
3. Stuck in the Middle – 3:09
4. Greed of Man – 5:00
5. Wait for Me – 4:52

## Crediti
- Mark Farner – chitarra, piano, voce
- Lance Duncan Ong – tastiera, sintetizzatore
- Dennis Bellinger – basso, voce
- Don Brewer – batteria, voce